# The Seventh Seal
The Seventh Seal – trzeci solowy album amerykańskiego rapera o pseudonimie Rakim. Po wielu latach od pierwszej zapowiedzi płyta ostatecznie ukazała się 17 listopada 2009.

## Lista utworów
Opracowano na podstawie źródła.
| #  | Tytuł                      | Gościnnie        | Producent                   | Czas |
| -- | -------------------------- | ---------------- | --------------------------- | ---- |
| 1  | "How to Emcee"             |                  | Slyce                       | 4:13 |
| 2  | "Walk These Streets"       | Maino            | Needlz                      | 4:04 |
| 3  | "Documentary of a Gangsta" | IQ               | Y-Not                       | 4:12 |
| 4  | "Man Above"                | Tracey Horton    | Nottz                       | 4:26 |
| 5  | "You and I"                | Samuel Christian | J. Wells & Samuel Christian | 4:42 |
| 6  | "Won't Be Long"            | Tracey Horton    | Jake One                    | 4:50 |
| 7  | "Holy Are U"               |                  | Nick Wiz                    | 4:05 |
| 8  | "Satisfaction Guaranteed"  |                  | Neo Da Matrix               | 4:26 |
| 9  | "Working for You"          |                  | Bassi Maestro               | 4:18 |
| 10 | "Message in the Song"      | Destiny Griffin  | Lofey                       | 3:52 |
| 11 | "Put it all to Music"      |                  | Poppa Pill                  | 4:13 |
| 12 | "Psychic Love"             |                  | Nick Wiz                    | 3:28 |
| 13 | "Still in Love"            |                  | Nick Wiz                    | 2:42 |
| 14 | "Dedicated"                |                  | Nick Wiz                    | 3:35 |

## Użyte sample
- "Holy Are U"
  - The Electric Prunes – "Holy Are You"

- "Dedicated"
  - No Doubt – "Don't Speak"